# Laminac
Laminac – wieś w Chorwacji, w żupanii bielowarsko-bilogorskiej, w gminie Štefanje. W 2011 roku liczyła 341 mieszkańców.